# 西康生通り

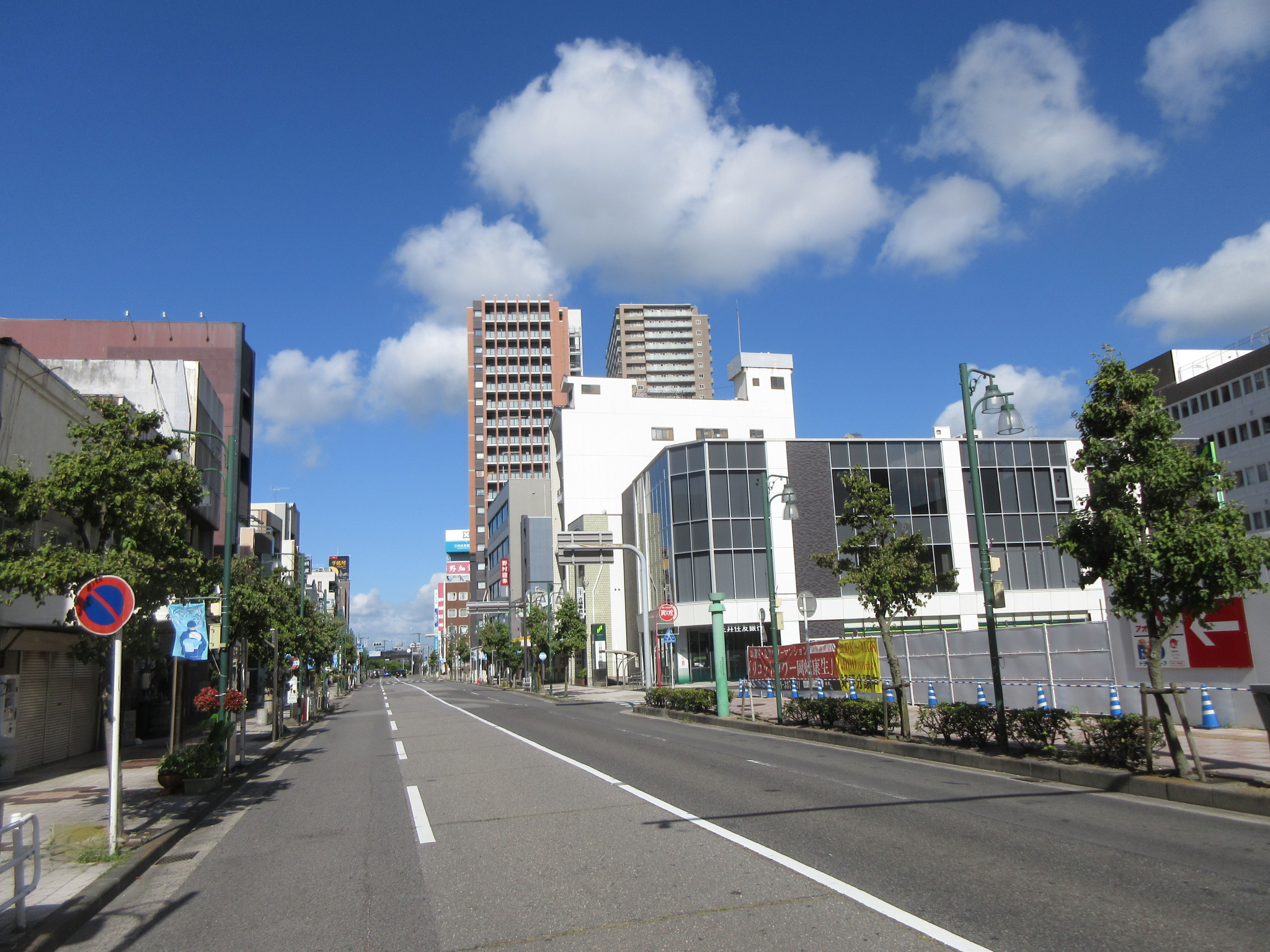
西康生通り

西康生通り（にしこうせいどおり）とは、愛知県岡崎市康生通西1丁目の街を東西に通る道路の通称名である。

## 地理
岡崎市内で国道1号の岡崎公園前交差点より分岐する岡崎市道伝馬町線の一部で、伝馬町線の起点側に位置する。中心市街地を南北に通る本町通りの康生北交差点を境に、西は「西康生通り」、東は「東康生通り」という道路の通称名が付けられている。

## 歴史
西康生通りは戦後、岡崎の商業活動の中心街の一角をなし発展していった。通り沿いには商店が建ち並び賑わいを見せた。その後、1971年（昭和46年）には松坂屋岡崎店、1977年（昭和52年）には岡崎シビコ（旧オカダヤを改装）などの大型商業施設がオープン。これらの大型商業施設を中心として、その集客により通り沿いの商店街も活気を帯びた。西康生通りの東端にあるサウンドイン大衆堂には音楽好きな若者が集まった。
しかし、1990年代後半頃には既に目に見えて客足は少なくなっていた。1998年（平成10年）にはシビコの中核的なテナントだったジャスコが撤退し、その南側にあった、たつきビルも2003年（平成15年）に閉鎖され、2006年（平成18年）には解体された。松坂屋も2010年（平成22年）1月31日に閉店した。これら商業施設の相次ぐ撤退の後に、次々と高層マンションが建設され、西康生通りの都市景観は大きく変わっていった。

## モニュメント
1993年4月には国道1号と岡崎市道伝馬町線の交差点東角に、石造のモニュメント「展開する立方体」が設置された。高さ1.2メートル、幅1.6メートルであり、岡崎の御影石製である。石彫家の冨田真平がデザインし、岡崎石製品協同組合連合会が製作した。

## 区間
- 岡崎公園前交差点から康生北交差点まで
  - 延長約280m

## 接続する路線
- 龍城通り（岡崎市）
- 本町通り（岡崎市：愛知県道39号岡崎足助線の一部）
- 東康生通り（岡崎市）
- 伝馬通り（岡崎市）

## 沿線・周辺
- 岡崎公園
- アオキスーパー
- 岡崎シビコ